# Rorichumer Tief
Das Rorichumer Tief ist ein Gewässer in der Gemeinde Moormerland im Landkreis Leer in Ostfriesland.

## Verlauf
Das Rorichumer Tief zweigt nordwestlich von Timmel vom südlichen Arm des Fehntjer Tiefs ab, der vom Timmeler Meer zu seinem Zusammenfluss mit dem nördlichen Arms des Fehntjer Tiefs im Grenzdreieck der Gemeinden Moormerland, Ihlow und Großefehn fließt. Es nimmt auf seinem Weg durch die Gemeinde Moormerland linksseitig den Warsingsfehnkanal und rechtsseitig die Heuwieke auf. Das Rorichumer Tief fließt dabei grob in Ost-West-Richtung und passiert kurz vor seiner Mündung in das Oldersumer Sieltief die namensgebende Ortschaft Rorichum.
Über einen Zeitraum von mehreren Jahrhunderten diente es in seinem Unterlauf dem Abtransport von Torf aus den ostfriesischen Fehnen, besonders Warsingsfehn, Jheringsfehn und der näheren Umgebung. Die auf dem Kanal fahrenden Torfschiffe brachten das Material auf dem ostfriesischen Kanalnetz bis in die Dörfer der Krummhörn. Auf ihrer Rückfahrt in die Fehnsiedlungen nahmen die Torfschiffer oftmals Kleiboden aus der Marsch sowie den Dung des Viehs mit, mit dem sie zu Hause ihre abgetorften Flächen düngten.